# 장욱조
장욱조(1947년 1월 6일 ~)는 대한민국 컨트리 록 음악가 겸 작곡가 출신의 개신교 목회자다.

## 주요 이력
그는 1967년 가요계 작곡가 겸 가수로 데뷔하여 1979년 컨트리 록 밴드 "장욱조와 고인돌"의 보컬리스트 겸 기타리스트로 활동하였다.

## 주요 작품
대표곡들(히트곡) : 1500여곡 발표 
(1980년대 ~ 2000년대 현재)
- 고목나무 (장욱조 노래)
- 낙엽위에 바이올린 (장욱조 노래)
- 왜 몰랐을까 (장욱조 노래)
- 상 처 (조용필 노래)
- 꼬마인형 (최진희 노래)
- 젊음의 노트 (유미리 노래)
- 천년바위 (박정식 노래)
- 멋진인생 (박정식 노래)
- 정주지 않으리라 (김승덕 노래)
- 서쪽으로간여자 (고한별 노래)
- 두 여인(고한별노래.태진아리메이크)
- 바 보 (유상록 노래)
- 내영혼노래가되어(이미자45주년 주제곡)
- 내삶의이유있음은(이미자50주년 주제곡)
- 내노래내인생그대에게(이미자60주년 주제곡)
- 꽃 당신 (나훈아 노래)
- 감 사 (나훈아 노래)

(1970년대 작품)
- 기다리게 해놓고 (방주연 노래)
- 어떻게 말할까 (장미화 노래)
- 아니야 (조경수 노래)
- 돌려줄수 없나요(조경수 노래)
- 아쉬움 (김미성 노래)
- 먼훗날 (김미성 노래)
- 엽 서 (정윤선 노래)
- 기다릴래요 (정윤선 노래)
- 잊으라면 잊겠어요(이용복 노래)
- 정말 가시나요 (박우철 노래)
- 물 과 불 (윤시내 노래)